# Premiile Suzanne

Premiul "Suzanne"

Premiile Suzanne (engleză "The Suzanne awards") sunt acordate anual, animatorilor ce folosesc Blender 3D (un program gratuit de grafică 3D), de la a doua conferință Blender, ținută în 2003 la Amsterdam.  
Categoriile Premiilor Suzanne s-au schimbat la fiecare ediție.

### Premiile Suzanne 2003
- "Best Art"
- "Best Animation": Andreas Goralczyk
- "Best Coding Contribution"
- "Special Achievement"

### Premiile Suzanne 2004
- "Best Artwork": Andreas Goralczyk
- "Best Animation": Chicken Chair by Bassam Kurdali
- "Best Python Script"
- "Best Coding Contribution"
- "Special Achievement"

### Premiile Suzanne 2005
- "Best Animation, original idea or story": New Penguoen 2.38 by Enrico Valenza
- "Best Animation Artwork": Esign by Chris Larkee
- "Best Character Animation": Cycles by Haunt_House

### Premiile Suzanne 2006
- "Best online art gallery": Enrico Cerica
- "Best character animation": Man in Man by Sacha Goedegebure
- "Best Animation, original idea or story": Infinitum by Sam Brubaker

### Premiile Suzanne 2007
- "Best designed short film": Stop by Eoin Duffy
- "Best character animation": The dance of the bashfull dwarf by Juan Pablo Bouza
- "Best short film": Night of the living dead pixels by Astralpancakes

Conferința oficială Blender este ținută anual, în Octombrie, în Amsterdam și este cel mai înalt premiu acordat utilizatorilor Blender-ului. Premiile Suzanne au fost create pentru a inspira, încuraja și a arăta modelele ce se pot crea în Blender, arătând puterea programului open source.